# Магістраль (фільм)
«Магістра́ль» (рос. «Магистраль») — російський радянський художній фільм режисера Віктора Трегубовича за мотивами повісті В. Барабашова «Запеклі перегони», знятий в 1983 році.

## Сюжет
Дія фільму відбувається на залізниці протягом однієї доби (назва дороги вигадана, але зйомки проводилися на Красноярській дорозі).
З самого початку фільму глядача занурюють у світ залізниці (а саме телефонна розмова начальника залізниці і заступника міністра МПС), коротко і ясно нам викладають, висловлюючись в термінах фільму, «потягову обстановку».
У фільмі присутні кілька сюжетних ліній (в порядку появи): начдороги Уржумом і міністерство, провідниця Люда і помічник машиніста Санька, пасажири першого вагона і Люда, замначдори Желнін і нафтопереробний завод, машиніст Агеіч і МПС тощо.
Пропускна спроможність дороги нижче необхідної. Заводи постійно не вкладаються в терміни завантаження вагонів, тим самим збиваючи графіки перевезень. Через чергове порушення відбувається невелика аварія. На повороті сходить з рейок напіввагон. Відбувається величезний збій у розкладі. На плечі диспетчера (Володимира Гостюхіна) лягає відповідальність провести поїзди, що скупчилися на ділянці, а також не вибити з графіка пасажирські поїзди, у тому числі фірмовий пасажирський потяг № 3 Красноярськ-Москва. Заступивши на зміну, диспетчер починає відновлювати рух на ділянці, грамотно проводячи по черзі вантажні та пасажирські потяги. Йому надходять взаємовиключні накази від заступників начальника залізниці: спочатку вводити у графік фірмовий потяг, потім зупиняючи пасажирський гнати склад «порожняка» для подачі на навантаження нафтопереробного заводу.
Диспетчера, крім начальства, напруженої поїздової обстановки на ділянці, постійно викликають його по селектору станцій, відволікає телефонними дзвінками дружина, вимагаючи, щоб він сходив до начальника відділення дороги і домігся виділення квартири.
І от варто було диспетчеру один раз відволіктися — вантажний поїзд, поставлений під обгін пасажирським, був прийнятий на шлях, довжина якого менше довжини складу. Вантажний поїзд, пізніше, встигає від'їхати, але на стрілці залишається цистерна, що мала несправне автозчеплення, що відвалилося під час рушання складу. У результаті чого, цистерна залишилася стояти на стрілочному переводі, що і послужило причиною зіткнення. Електровоз (у фільмі ВЛ80Р) наганяє запізнення пасажирського поїзда й врізається в хвіст наливного складу.

## У ролях
- Лавров Кирило Юрійович — начальник залізниці Уржума Костянтин Андрійович
- Людмила Гурченко — Гвоздьова
- Володимир Гостюхін — диспетчер Бойчук
- Всеволод Кузнєцов — заступник начальника дороги Желнін Василь Іванович
- Павло Семенихин — Санька, помічник машиніста
- Марина Трегубович — провідниця Люда
- Петро Шелохонов — Гадалов
- Наталія Єгорова — провідниця Світлана
- Ігор Дмитрієв — «Двійник»
- Іван Агафонов — машиніст Агеїч
- Сергій Проханов — «Студент»
- Михайло Погоржельський — Олександр Микитович, помічник Уржумова
- Борис Соколов — начальник відділення Федір Миколайович Ісаєв
- Юрій Демич — завідувач відділом транспорту обкому партії Сергій Федорович Колобов
- Володимир Меньшов — голова ради директорів Потапов Сергій Васильович
- Федір Одиноков — черговий по станції Шумкова
- Ера Зіганшина

## Цікаві факти
- Після зіткнення у фільмі звучить фраза «а на вхідному був зелений». Як стверджують професійні залізничники, ймовірність появи зеленого вогню на вхідному світлофорі при зайнятому вагоном рейковому колі стрілочної секції і положенні стрілки по відхиленню на бокову колію гранично мала. Але таке цілком можливо — крах потягів на станції Єльниково Південної залізниці у 1991 році (зараз це Білгородське відділення Південно-східної дороги) сталося саме так. На світлофорі був зелений, а швидкий поїзд все-таки врізався в цистерну вантажного потягу. Загинуло більше десяти чоловік. За книгою у цистерни були намазучені пари — через що не було замикання рейкового кола.
- У фільмі постійно задіяний один і той же електровоз — ВЛ80Р−1685 приписки депо Боготол Красноярської залізниці. Однак для зйомок сцени зіткнення локомотива з цистерною був задіяний інший електровоз (швидше за все ВЛ80к) який був списаний на момент зйомок. У кадрі навіть видно «порожні» візки, зі знятими двигунами.
- Частина натурних зйомок проходила на станціях Ачинськ і Злобіно, а у фільмі станція називається Грачінск.
- У наші дні за маршрутом Красноярськ-Москва курсує фірмовий пасажирський потяг «Єнісей» № 55/56.
- № 79/80 Красноярськ — Москва

## Відмінності від книги
- На відміну від повісті Валерія Барабашова «Запеклі перегони», на основі якої і знімався фільм (повість написана в 1976 році) є багато цікавих фактів:
  1. Електровоз у фільмі ВЛ80р, з поїздом Красноярськ — Москва, а за книгою — ЧС2, з фірмовим поїздом «Росія» (Москва — Владивосток).
  2. Помічник машиніста Санька не гине, а разом з Шиловим (машиніст) повертається працювати в депо, щоб здати іспити на машиніста.
  3. Забавний збіг. У книзі поїзд їде з Москви, а у фільмі — до Москви. Але напрямки маршрутів обох поїздів збігаються. З іншого боку, назви станцій все одно вигадані, і тому, це в будь-якому випадку нічого не змінює.
  4. Безбілетник «Студент», від якого отримала гроші провідниця Динькіна, у книзі зійшов у Шумково, щоб їхати далі на електричці.
  5. Начальник дороги Уржума після трагедії навіть думав відновити Бойчука на службі, але проти начальства не підеш.
  6. У книзі, сім'я Бойчука складається з дружини і двох дітей, що живуть в тісній «однокімнатці». Бойчук вже 5 років чекає черги, так як поступався її залізничниці з маленькою дитиною. У фільмі ж, є тільки коротка згадка про це.
  7. По ходу дії книги у Желніна виникає романтичний інтерес до жінки, яка просила у нього цистерни для заводу.
  8. Фільм більше трагічний, а книга написана у дусі партійного компромату на недобросовісних чиновників транспорту і загального безладу епохи «застою».

## Кіноляпи
- На станції Шумкова ми спостерігаємо масовий вихід пасажирів з вагонів. Але ця зупинка поїзда не за розкладом, отже, технічна, а на таких зупинках відкриття дверей провідниками і тим більше вихід пасажирів заборонені.
- З діалогу провідниці ГОЛОВНОГО вагона і помічника машиніста на станції, де відбувається зміна локомотивної бригади і виникає 20 хвилинна затримка потяга через поломку букси, Помічник — «Давно їздиш?», Відповідь провідниці — «Другий раз». Згідно з інструкцією провідника пасажирських вагонів «провідником головного або хвостового вагона може працювати лише провідник зі стажем роботи не менше одного року і який попередньо склав іспит і отримав спеціальне посвідчення провідника головного і хвостового вагонів».
- «Двійник», влаштував скандал з провідницею, висувається з вибитого вікна вагона, але при відправленні поїзда вікно раптом виявляється цілим.
- Перший вагон потягу, який обслуговує провідниця Люда, причеплений до електровоза то робочим тамбуром, то неробочим (поширена помилка в такого роду фільмах).
- Аварія потяга сталася близько восьмої вечора, але, у момент зіткнення, годинник у диспетчерській показує 9.23.
- Дія фільму розгортається жарким літом, але актори одягнені явно не по сезону.
- Другий вагон потягу — плацкартний, виробництва Калінінського вагонзаводу. Але на ст. Шумково, в одній зі сцен, він стає купейним, виробництва вагонзаводу Аммендорф.
- Машиніст, під час зупинки в Шумково, заходить до чергового по станції, який за хвилину-дві до цього, виклав на стіл пакет з їжею. Після дуже короткої бесіди машиніста по телефону з диспетчером, черговий по станції відразу закінчує їсти, і прибирає вищезгаданий пакет.
- Провідниця купує квитки в касі, до Красногорська. Але ж на ст. Шумково швидкий потяг, згідно з графіком, зупинки не робить. А тому касирка просто не змогла б продати квитки на цей поїзд.
- Станція Ачинськ, на території якої велися зйомки, знаходиться зовсім недалеко від ст. Красноярськ. Але оскільки в фільмі вона показується, як вигадана станція Грачінск, то нелогічний хід деяких подій можна опустити. Приміром, поїздка студента-безбілетника, який сів у цей поїзд вночі і так далі
- Як вказано вище, в сцені зіткнення потягу з цистерною, використовувався інший електровоз. Це дуже добре видно, наприклад, за кольором кузова.

## Знімальна група
- Автор сценарію: Віктор Трегубович (за повістю Валерія Барабашова «Запеклі перегони»)
- Режисер: Віктор Трегубович
- Оператор: Едуард Розовський
- Художник: Олексій Рудяков
- Композитор: Олексій Рибніков
- Звукооператор: Наталія Левітіна